# グム百貨店

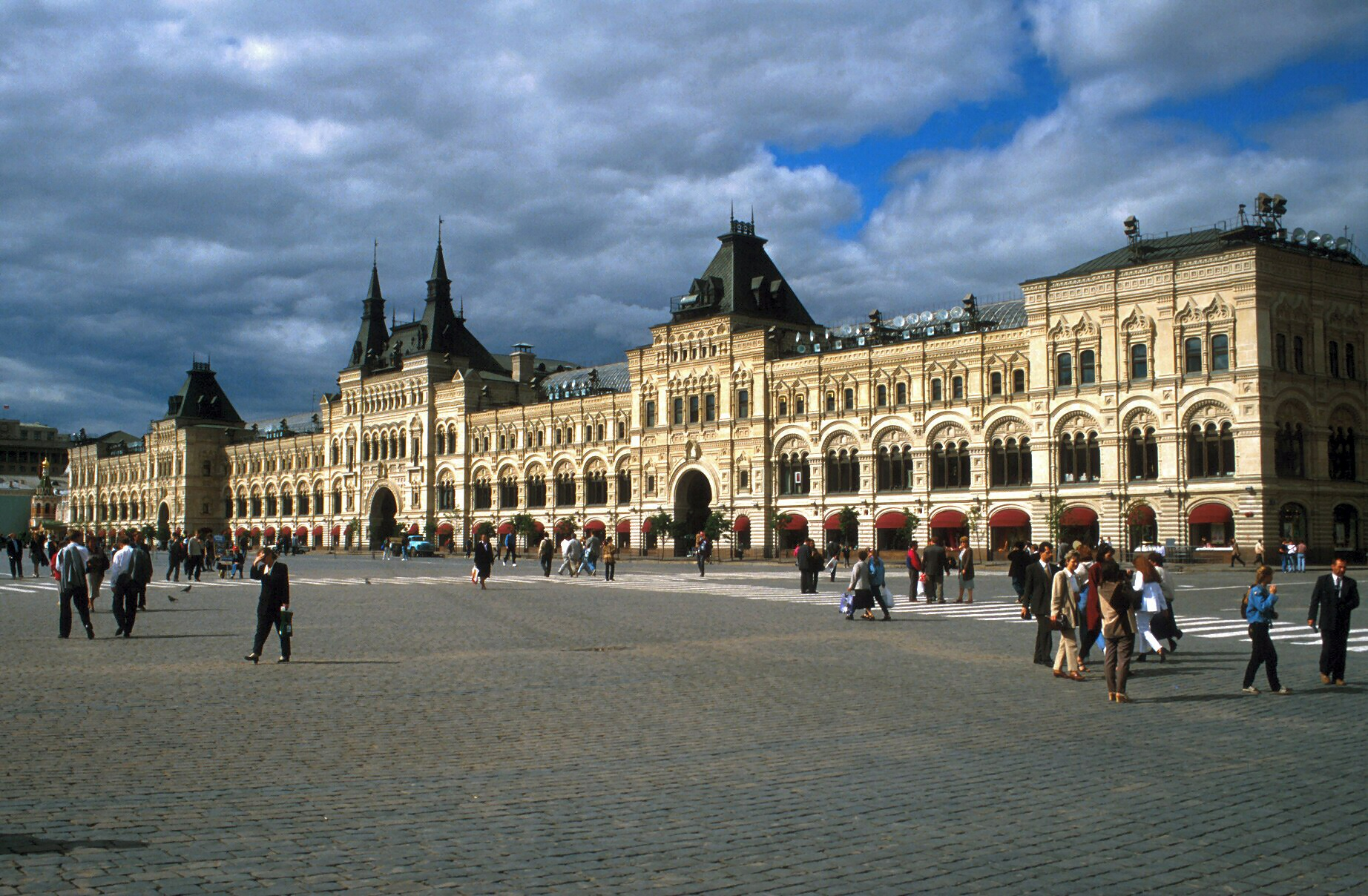
グム百貨店の外観

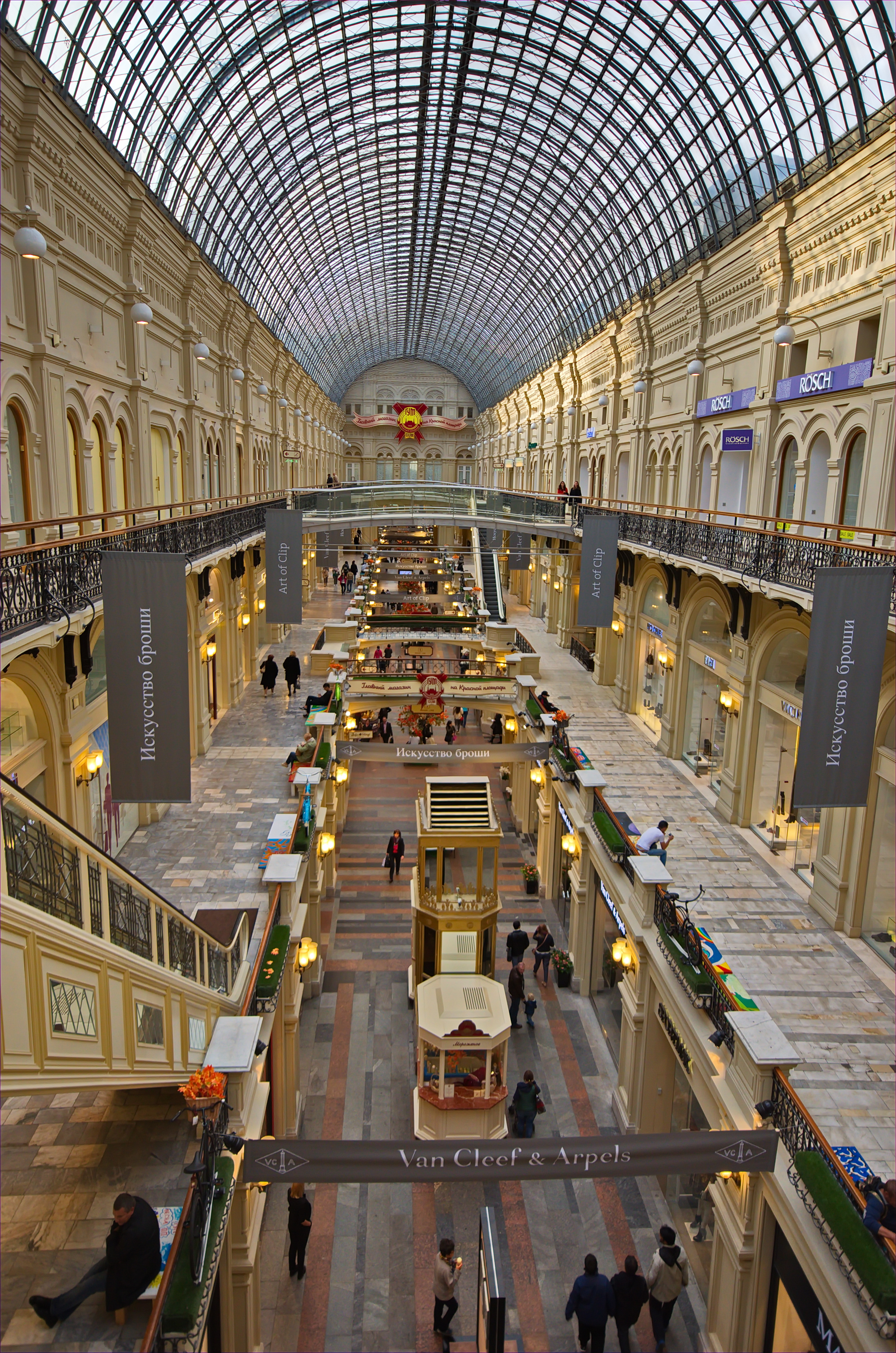
グム百貨店内部（3列ある内部通路の一つ）

グムまたはグム百貨（ロシア語: ГУМ 、ラテン文字表記  GUM）は、ロシアの首都モスクワの赤の広場に沿って建つショッピングモール（百貨店）。赤の広場を挟んでクレムリンの城壁の反対側にある大きな建物がグムである。モスクワの観光名所にもなっている。 
「グム」という名称は、ソビエト連邦時代の名称である国営百貨店（ロシア語: Государственный универсальный магазин）の頭文字の略に由来する。民営化後は、 GUM の G を国営の G から主要、首席などの意味を持つ Glavnyj （ロシア語: Главный）の G としている（ロシア語: Главный универсальный магазин）。
国営百貨店を意味したため、モスクワ以外にもグム（ロシア語版曖昧さ回避）という百貨店がある。

## 歴史
帝政ロシア時代の1893年に完成。モスクワを代表する歴史ある百貨店というだけではなく、建物自体もロシアを代表する建築物でもある。1917年に発生したロシア革命の時点では店舗数が1200あり、革命後はGUM自体はソビエト政権により国有化されたが、個人商店はそのまま営業が認められた。その後、ソビエト連邦成立に前後した経済政策の変更を経て、ヨシフ・スターリンによる独裁体制の下で第一次五カ年計画が開始された1928年、GUM内の全ての店舗は国営に接収された。その後もGUMはモスクワの消費生活の中心として、またソ連では数軒しか無かった「物資欠乏を起こさない商店」として、ソビエト連邦の経済のショーウィンドーの役割を果たした。
1985年に登場したミハイル・ゴルバチョフ政権によるペレストロイカ政策により、GUMでは個人商店が復活し始め、西側資本主義諸国企業との合弁商店も進出した。ソビエト連邦の崩壊によりボリス・エリツィン大統領が率いるロシア連邦が復活した後の1993年、エゴール・ガイダールらによる急進的な経済改革路線によりGUMも民営化された。また、赤の広場に面するかつての入口が再び開放され、GUMはロシア革命以前の姿へと回帰した。2005年にはロシアの高級品流通グループが過半数の株を取得し、現在まで経営権を把握し、GUM内には200店舗が営業されている。